# Psapharochrus guatemalensis
Psapharochrus guatemalensis är en skalbaggsart som beskrevs av Thomas Casey 1913. Psapharochrus guatemalensis ingår i släktet Psapharochrus och familjen långhorningar.
Artens utbredningsområde är Guatemala. Inga underarter finns listade i Catalogue of Life.